# Zjednoczenie Stronnictw Demokratycznych
Zjednoczenie Stronnictw Demokratycznych – ugrupowanie polityczne lewicy niepodległościowej działające w Królestwie Polskim w latach 1917–1918
Powstało 27 I stycznia 1917 r. z połączenia Stronnictwa Pracy Narodowej, Polskiego Zjednoczenia Postępowego i Stronnictwa Narodowo-Radykalnego. Skupiało głównie inteligencję miejską. Wchodziło w skład Komisji Porozumiewawczej Stronnictw Demokratycznych przyjmując jej linię polityczną. Pracami ZSD kierował Zarząd w skład którego wchodzili: Leon Chrzanowski, Mieczysław Dębski, Wacław Łypacewicz (od początku 1918), Franciszek Paschalski, Jan Rogowicz, Eugeniusz Śmiarowski, Bohdan Straszewicz, Tadeusz Tomaszewski, Kazimierz Życki, Czesław Poznański.
Organami prasowymi ZSD były wychodzące w Warszawie pisma: „Kurier Polski” i „Świat”.